# Serie A 1994/1995
Serie A 1994/1995 vanns av Juventus. Argentinaren Gabriel Batistuta vann skytteligan med 26 mål.
| Vinnare av Serie A 1994/1995 |
| ---------------------------- |
| Juventus 23:e titeln         |
|                              |

## Förlopp
Under matchen Genoa-AC Milan den 29 januari 1995 knivdödades en av Genoa CFC:s supportrar av en av AC Milans supportrar, som senare döms till 15 års fängelse.

## Ligatabell
| Placering | Lag              | Spelade | Vinst | Ooavgjort | Förlust | Gjorda mål-insläppta mål | Poäng |
| 1         | Juventus         | 34      | 23    | 4         | 7       | 59-32                    | 73    |
| 2         | Lazio            | 34      | 19    | 6         | 9       | 69-34                    | 63    |
| 3         | Parma            | 34      | 18    | 9         | 7       | 51-31                    | 63    |
| 4         | AC Milan         | 34      | 17    | 9         | 8       | 53-32                    | 60    |
| 5         | Roma             | 34      | 16    | 11        | 7       | 46-25                    | 59    |
| 6         | Inter            | 34      | 14    | 10        | 10      | 39-34                    | 52    |
| 7         | Napoli           | 34      | 13    | 12        | 9       | 40-45                    | 51    |
| 8         | UC Sampdoria     | 34      | 13    | 11        | 10      | 51-37                    | 50    |
| 9         | Cagliari         | 34      | 13    | 10        | 11      | 40-39                    | 49    |
| 10        | ACF Fiorentina   | 34      | 12    | 11        | 11      | 61-57                    | 47    |
| 11        | Torino           | 34      | 12    | 9         | 13      | 44-48                    | 45    |
| 12        | Bari             | 34      | 12    | 8         | 14      | 40-43                    | 44    |
| 13        | US Cremonese     | 34      | 11    | 8         | 15      | 35-38                    | 41    |
| 14        | Genoa CFC        | 34      | 10    | 10        | 14      | 34-49                    | 40    |
| 15        | Padova           | 34      | 12    | 4         | 18      | 37-58                    | 40    |
| 16        | US Foggia        | 34      | 8     | 10        | 16      | 32-50                    | 34    |
| 17        | AS Reggiana 1919 | 34      | 4     | 6         | 24      | 24-56                    | 18    |
| 18        | Brescia          | 34      | 2     | 6         | 26      | 18-65                    | 12    |
| --------- | ---------------- | ------- | ----- | --------- | ------- | ------------------------ | ----- |

S=Spelade matcher, V=Vinster, O=Oavgjorda, F=Förluster, MG-MI= mål gjorda - mål insläppta, P = Poäng

## Skytteligan
|                 | Mål | Namn                | Lag              |
| --------------- | --- | ------------------- | ---------------- |
| 1rightarrow.png | 26  | Gabriel Batistuta   | Fiorentina       |
|                 | 22  | Abel Balbo          | Roma             |
|                 | 19  | Ruggiero Rizzitelli | Torino           |
|                 | 19  | Gianfranco Zola     | Parma            |
|                 | 17  | Giuseppe Signori    | Lazio            |
|                 | 17  | Sandro Tovalieri    | Bari             |
|                 | 17  | Gianluca Vialli     | Juventus         |
|                 | 14  | Enrico Chiesa       | Calcio Cremonese |

## Nedflyttningskval
Match i Florens, 10 juni 1995
| Lag 1 | Resultat              | Lag 2         |
| Genoa | 1–1 (e.f.) (4–5 str.) | Calcio Padova |

Genoa CFC nedflyttade till Serie B 1995/1996.

### Fotnoter
1. ↑  Arvid Larsson (7 april 2015). ”Räkna alla offer”. Svenska fans. http://www.svenskafans.com/italien/rakna-alla-offer-529325.aspx. Läst 20 december 2015.